# Halloween II (phim 2009)
Halloween II (ở Việt Nam được biết với tựa đề Lễ hội kinh hoàng 2 hay Bệnh sát nhân 2) là bộ phim kinh dị thứ 10 trong loạt phim Halloween của tên sát nhân Michael Myers, phim do Rob Zombie làm đạo diễn. Halloween II được phát hành vào năm 2009, là phần tiếp theo của bộ phim kinh dị Halloween (2007).
Một vài diễn viên trong phần trước tiếp tục tham gia trong phần này, chỉ trừ cậu bé Daeg Faerch đóng vai Michael Myers 10 tuổi được thay thế bằng một cậu bé khác tên Chase Vanek. Câu khẩu hiệu của Halloween II là "Family is Forever" có nghĩa là "Gia đình là mãi mãi".

## Nội dung phim
Trong một cảnh hồi tưởng, bà Deborah Myers đến thăm cậu bé Michael Myers ở trong bệnh viện tâm thần Smith's Grove. Bà Deborah tặng cho cậu món quà là mô hình con ngựa trắng, làm cậu nhớ đến hồn ma của bà Deborah xuất hiện trong giấc mơ.
Một năm sau sự kiện của phần phim trước, Laurie Strode bây giờ đang sống với gia đình Brackett. Michael Myers đã mất tích và được cho là đã chết, trong khi Laurie cứ luôn gặp ác mộng về hắn. Tiến sĩ Samuel Loomis lấy Michael ra làm đề tài viết một cuốn sách. Ở nơi xa xôi nào đó, Michael vẫn còn sống, đã nhìn thấy hồn ma của bà Deborah, người bảo hắn hãy quay về Haddonfield để tìm Laurie.
Michael quay về Haddonfield, trên đường đi hắn sát hại nhiều người. Khi cuốn sách của Loomis phát hành, Laurie mới biết cô chính là Angel Myers, đứa em gái thất lạc lâu năm của Michael. Cô đã đi dự tiệc Halloween với hai cô bạn Mya và Harley để quên đi cú sốc này. Michael xuất hiện và giết chết Harley, sau đó đến nhà Brackett và sát hại Annie Brackett. Khi Laurie và Mya về tới nhà, Michael giết chết Mya rồi đuổi theo Laurie ở trong rừng. Laurie kêu gọi giúp đỡ từ chiếc xe hơi, nhưng Michael giết người tài xế rồi lật chiếc xe ra khỏi đường. Michael đưa Laurie đến một căn chòi bỏ hoang. Cảnh sát phát hiện vị trí của Michael và kéo đến bao vây căn chòi.
Bộ phim có hai kết thúc khác nhau.
- Kết thúc thứ nhất: Loomis vào trong căn chòi để đàm phán với Michael. Michael tấn công giết chết Loomis. Vì đứng ngay cửa sổ nên Michael bị cảnh sát trưởng Lee Brackett bắn, khiến hắn ngã vào các dụng cụ làm vườn. Laurie nói với Michael rằng cô yêu hắn, rồi đâm hắn liên tục. Laurie mang mặt nạ của Michael bước ra ngoài.

- Kết thúc thứ hai: Loomis đàm phán với Michael ở trong căn chòi. Michael đẩy Loomis ra ngoài và đâm chết Loomis, sau đó chính hắn bị lực lượng cảnh sát bắn chết. Laurie bước ra khỏi căn chòi, cô cầm con dao của Michael lên và cô cũng bị cảnh sát bắn. Sau này, Laurie không chết nhưng ngồi trong bệnh viện tâm thần, nhìn thấy hồn ma bà Deborah.

## Diễn viên
- Scout Taylor-Compton vai Laurie Strode / Angel Myers
- Malcolm McDowell vai Tiến sĩ Samuel Loomis
- Sheri Moon Zombie vai Deborah Myers
- Tyler Mane vai Michael Myers
- Chase Vanek vai Michael Myers 10 tuổi
- Brad Dourif vai Cảnh sát trưởng Lee Brackett
- Danielle Harris vai Annie Brackett
- Mary Birdsong vai Nancy McDonald
- Brea Grant vai Mya Rockwell
- Angela Trimbur vai Harley David
- Bill Fagerbakke vai Cảnh sát phó Webb
- Greg Travis vai Cảnh sát phó Neale
- Robert Curtis Brown vai Kyle Van Der Klok
- Octavia Spencer vai Y tá Daniels
- Richard Riehle vai Người bảo vệ tên Buddy
- "Weird Al" Yankovic vai "Weird Al" Yankovic